# مظفر بقائی
مظفر بقائی کرمانی (۱ مرداد ۱۲۹۱ – ۲۷ آبان ۱۳۶۶) از فعالان سیاسی ایرانی، مؤسس روزنامه شاهد، مؤسس و رهبر حزب زحمتکشان ملت ایران و از بنیان‌گذاران جبهه ملی ایران بود. بقایی در مصاحبه خود با پروژه تاریخ شفاهی ایران سیاهه ای از انتقادات خود از مصدق را ذکر می‌کند که به گفته خودش بتدریج بر روی هم انباشته شدند و او را از  مصدق منزجر کردند. وی که ابتدا از یاران مصدق بود پس از ملی شدن صنعت نفت بتدریج کینه بدل گرفت و از اواخر سال ۱۳۳۱ به دشمن او تبدیل شد. بقایی در کودتای ۲۸ مرداد از مخالفان مصدق بود و احتمالا در ربایش و ترور افشارطوس دست داشت. 

## پیشینه خانوادگی و تحصیلات
از خاندانی با قدمت چندصد ساله و اصالتاً از راور کرمان بود که در آن منطقه در طول تاریخ ثروت و آب و خاکی داشتند. تولیت یکی از این موقوفات به نام مسجد و مدرسه فخریه در راور نیز با خانواده او بود. این مسجد و مدرسه را بانویی از اجدادش به نام فخرالسلطنه بنیان نهاده بود.
پدرش میرزا شهاب‌الدین کرمانی، از بانیان آموزش و پرورش نوین و بانی مدرسه‌های سبک جدید در کرمان بود که در نهضت مشروطه در کرمان نقش مهمی ایفا کرد و در دوره‌های چهارم و پنجم مجلس شورای ملی از کرمان به نمایندگی انتخاب شد. او در دوران رضا شاه از قضات دیوان عالی کشور شد و در سال ۱۳۱۳ درگذشت.
مظفر بقائی در کودکی با پدرش به تهران رفت و در زمان رضا شاه برای تحصیل به فرانسه اعزام شد. در سال ۱۳۱۷ پس از قطع رابطه ایران و فرانسه نتوانست از تز دکترای خود در دانشگاه سوربن دفاع کند و به ایران بازگشت. به دستور علی‌اصغر حکمت شورای عالی دانشگاه تهران تز بقایی را بررسی کرد و به او مدرک دکترای فلسفه اخلاق داده شد. او سپس به تدریس در دانشگاه تهران پرداخت.

## فعالیت سیاسی

### عضویت در حزب دمکرات قوام
با تأسیس حزب دموکرات ایران در تیر ۱۳۲۵ به رهبری احمد قوام نخست‌وزیر وقت، بقائی به این حزب پیوست و پس از پیروزی در انتخابات به عنوان نامزد حزب دمکرات از کرمان، در سال ۱۳۲۶ به مجلس پانزدهم راه یافت. او در مجلس از نمایندگان جناح اقلیت بود و آنچه نام او را بر سر زبان‌ها انداخت، مخالفت با سپهبد رزم‌آرا رئیس ستاد ارتش، به‌ویژه پس از ترور نافرجام شاه در ۱۵ بهمن ۱۳۲۷ بود.

### اعتراض به تغییر قانون اساسی پس از ترور شاه
پس از ترور نافرجام شاه در اسفند ۱۳۲۷، دولت حکومت نظامی اعلام کرد، حزب توده منحل و اعضا و هواداران آن زندانی شدند، آیت‌الله کاشانی به دستور رزم‌آرا شبانه از خانه‌اش بزور بیرون کشیده و به قلعه فلک‌الافلاک خرم‌آباد برده و از آن‌جا به لبنان تبعید شد. مطبوعات به‌شدت زیر فشار و سرکوب رفتند. دولت ساعد در چنین فضائی انتخابات مجلس مؤسسان را برای تغییر اصولی از قانون اساسی به منظور افزایش اختیارات شاه برگزار کرد.
بقائی همراه با حسین مکی و ابوالحسن حائری‌زاده دولت ساعد را استیضاح و او را متهم کرد که دستور تشکیل مجلس مؤسسان و تغییر قانون اساسی را از انگلستان گرفته و اینکه دولتش زیر نفوذ سپهبد رزم‌آرا رئیس ستاد ارتش است. این استیضاح طولانی‌ترین استیضاح در تاریخ قانونگذاری ایران تا آن زمان بود. بقائی به تنهایی حدود ده جلسه صحبت کرد اما سرانجام دولت ساعد با رأی موافق نود نماینده از ۹۶ نماینده حاضر در مجلس، رأی اعتماد گرفت.
بقائی از نیروهای نزدیک به بازار بود که هواداران محافظه‌کاری در بین بازاریان کرمان داشت، او یکی از تجمع‌کنندگان ۲۲ مهرماه ۱۳۲۸ بود که به همراه جمعیتی از سیاستمداران، دانشجویان و تجار بازار به رهبری مصدق وارد محوطهٔ کاخ شدند تا به نبود انتخابات آزاد اعتراض کنند. پس از این تجمع موفقیت‌آمیز حزب ایران، حزب ملت ایران، و جامعه مجاهدین اسلام به جبهه ملی پیوستند.
در اسفند ۱۳۲۹ رزم‌آرا به قتل رسید و طرح ملی شدن نفت که بقایی یکی از امضاکنندگان آن بود، تصویب شد. بقایی خود را به عنوان یکی از چهره‌های اصلی نهضت ملی مطرح می‌کرد و به این عنوان نیز شناخته می‌شد. در این دوران بقایی با خلیل ملکی همکاری نزدیکی را آغاز کرد. آشنایی و همکاری مظفر بقایی با خلیل ملکی از حدود سال‌های ۱۳۲۸ و ۱۳۲۹ با وساطت جلال آل احمد و در رابطه با انتشار روزنامه شاهد آغاز شده بود. سرانجام او در اواخر اردیبهشت ۱۳۳۰ همراه با خلیل ملکی حزب زحمت‌کشان ملت ایران را تأسیس کرد.

### تأسیس حزب زحمتکشان
بقائی در اردیبهشت ۱۳۳۰ سپس حزب زحمتکشان ایران را به‌همراه خلیل ملکی تأسیس کرد. حسن آیت که در اوائل انقلاب از بنیانگذاران حزب جمهوری اسلامی و از عوامل اصلی افزودن اصل ولایت فقیه به قانون اساسی شد یکی از شرکت کنندگان در جلسات حزب زحمتکشان و به نوعی شاگرد معنوی بقایی بود.

### بریدن از خلیل ملکی
در حدود تیرماه ۱۳۳۰ معلوم شد که بقایی عیسی سپهبدی را برای مذاکره نزد احمد قوام فرستاده‌است. اعضای حزب از وی راجع به این مسئله بازخواست کردند. مظفر بقایی سه ماه خود را تحت عنوان ترک تریاک در بیمارستان بستری کرد پس از آن روزی وارد حزب شده تاریخچه ای از فعالیت‌های خود را قرائت کرد. سپش با لحنی توهین آمیز اعتراض کرد که چرا اعضای حزب از خلیل ملکی به‌عنوان آموزگار خردمند نام می‌برند و چرا «این پسره» حسین ملک (برادر ناتنی خلیل ملکی) مقاله ای برضد او منتشر کرده‌است. خلیل ملکی معترض شد که با اینکه من با اعمال برادرم مخالف هستم حق ندارید وی را با توهین نام ببرید. در این لحظه بقایی عصای خود را برروی میز کوبید و گفت من رهبر این حزب هستم و هرکس نمی‌خواهد برود! بدین ترتیب اتحاد مزبور با خودخواهی بقایی به پایان رسید.

### مخالف شدن با مصدق
بقائی از بنیان‌گذاران جبهه ملی بود ولی از سال ۱۳۳۱ شروع به مخالفت با مصدق کرد و حتی پس از سقوط دولت مصدق از سرسخت‌ترین مخالفان او باقی ماند. 

کاشانی و مظفر بقایی روبروی ساختمان مجلس شورای اسلامی

### مظنون به دست داشتن در ترور افشارطوس
پس از قتل افشارطوس، فرمانداری نظامی بقائی و زاهدی را برای بازجویی احضار و حکم جلب آنان را صادر کرد، اما ابوالقاسم کاشانی رئیس مجلس و یکی از چهره‌های مذهبی معروف آن زمان، شخصاً به مجلس آمده و به طرفداری از زاهدی و بقائی پرداخت. متهمان پرونده قتل افشارطوس با حمایت کاشانی در مجلس متحصن شده و دستگیری و محاکمه آنان به جرم قتل میسر نگردید. کاشانی در مصاحبه‌ای دربارهٔ بقائی به صراحت گفته بود: «… نظر من این است که این نسبت‌های ناروا به آقای مظفر بقائی که سالهاست در صحت عمل و درستی و فداکاری قابل تقدیر برای مملکت و ملت ایران کم‌نظیر هستند دور از انصاف و وجدان است.»

### دست داشتن در قتل فجیع سرگرد سخایی
هم چنین هواداران او در ۲۸ مرداد ۱۳۳۲ سرگرد محمود سخایی رئیس وقت شهربانی کرمان را به طرز فجیعی به قتل رساندند. بقایی ۲۰ روز پس از کودتا به کرمان رفت و از عاملان قتل سرگرد سخایی تقدیر کرد.

### تداوم دشمنی او با مصدق
در روزهای پس از عزل مصدق در ۲۵ مردادماه ۱۳۳۲ نیروهای مظفر بقایی، اعضای حزب زحمتکشان ملت ایران نیز در کنار کاشانی و نیروهایش نقش فعال داشتند و حتی حمله به منزل شخصی مصدق را تدارک کردند. خط سیاسی آنها همواره از عزل مصدق توسط شاه، به قیام مردم علیه دولت غیرقانونی مصدق تعبیر می‌کردند.

## مظفر بقایی و ولایت فقیه

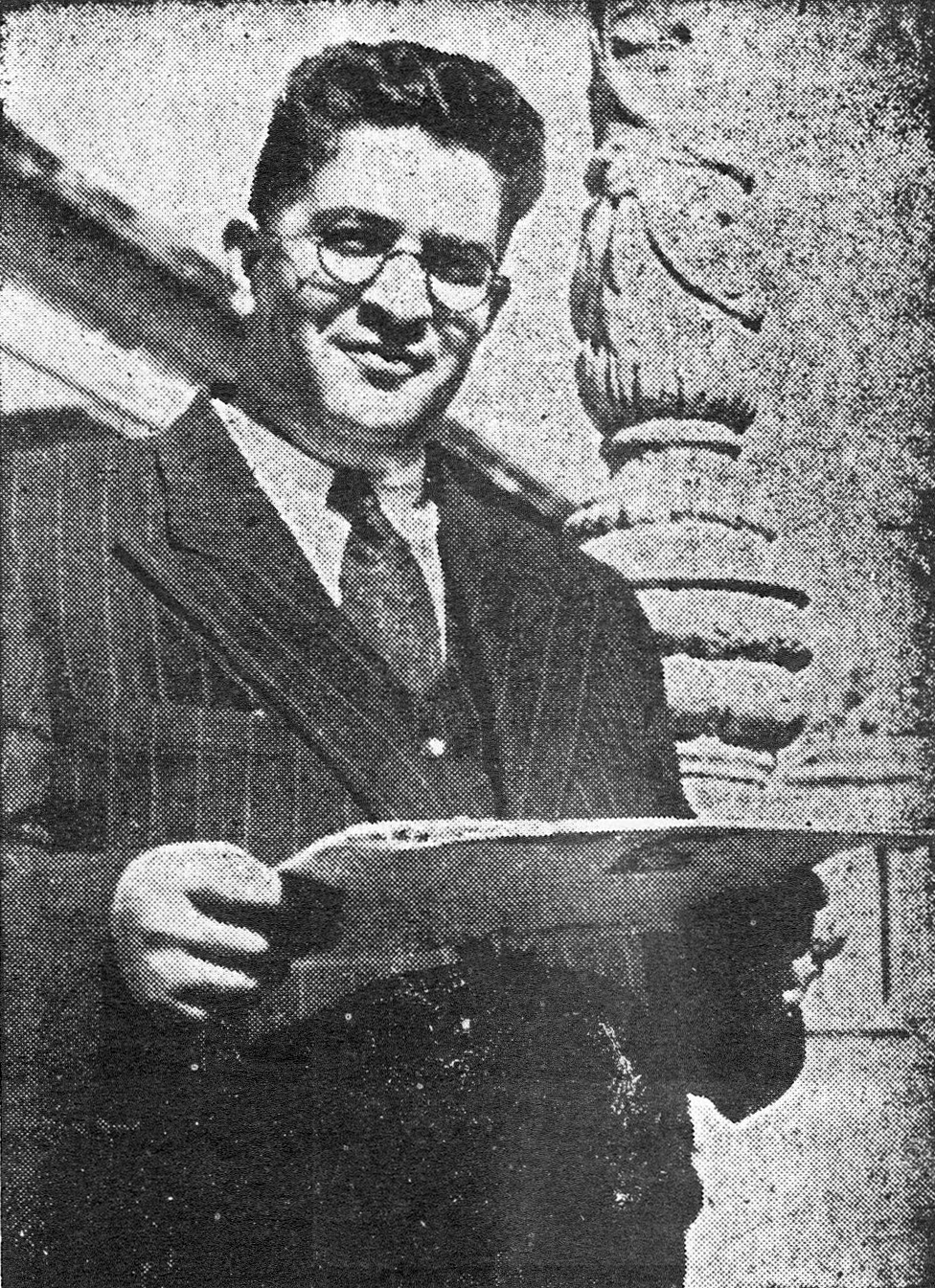
مظفر بقایی

با پیشنهاد مظفر بقائی رهبر کمیته مرکزی حزب زحمتکشان ایران و کمک حسن پاکروان رئیس وقت ساواک، و امضای پنج روحانی از جمله آیت‌الله شریعتمداری، سید روح‌الله خمینی در پی دستگیری در جریان وقایع ۱۵ خرداد ۱۳۴۲ و تصمیم اسدالله علم به محاکمه او در دادگاه به عنوان مرجع تقلید معرفی و از خطر اعدام رهانیده شد.
مظفر بقایی در روز رفراندوم قانون اساسی جمهوری اسلامی در یک سخنرانی (در دفتر حزب زحمت‌کشان) که به عنوان وصیت‌نامه سیاسی او معروف است در رابطه با قانون اساسی مطالبی مطرح کرد که با توجه به عضویت حسن آیت در هیئت رئیسه مجلس خبرگان قانون اساسی و ارائه ۴۰ صفحه اصلاحیه برای پیش‌نویس قانون اساسی توسط حزب متبوع او از اهمیتی والا در تاریخ سیاسی ایران برخوردار است. این وصیت‌نامه که در مرکز اسناد مجلس شورای اسلامی نگهداری می‌شد و تنها با اجازه شخص رئیس مجلس قابل دسترسی است و گفته می‌شود که در سال ۱۳۸۵ به سرقت رفت.

## زندان و مرگ مشکوک
او پس از انقلاب به اتهام توطئه علیه نظام زندانی شد. در خاطرات منصور رفیع زاده به ارتباط او با آمریکایی‌ها اشاراتی شده‌است. رفیع زاده از سال ۱۳۶۲ بخشهای مختلف خاطرات خود را به نام شاهد، عنوانی برگرفته از روزنامه بقایی در اواخر دهه ۱۳۲۰ و اوایل دهه ۱۳۳۰ش می‌نوشت و آن را برای انجام اصلاحات و دانستن نظر بقایی به آدرس او در تهران ارسال می‌نمود. کتاب مزبور در سال ۱۳۶۶ در آمریکا منتشر شد. مظفر بقایی در سال ۱۳۶۶ بدرود زندگی گفت. علت مرگ او به درستی مشخص نیست. دلیل آن بیماری سفلیس اعلام شد اما به ماجرای قتل‌های مخالفان جمهوری اسلامی (قتل‌های زنجیره‌ای) نسبت داده می‌شود.
جسد او در آرامگاه خانوادگی مظفر بقائی کرمانی در گورستان بهشت زهرا مدفون است.
سعیدی سیرجانی در مورد مرگ مظفر بقائی چنین گفته‌است:
من در سفر بودم که خبر آخرین گرفتاری بقائی را شنیدم و بلافاصله به چند نفری که در اتاقم نشسته بودند گفتم «کارش تمام شد» و با قاطعیت برایشان استدلال کردم که مردی که من می‌شناسم از این هردم بیل‌هایی نیست که بشود گریمش کرد و پشت تلویزیون آوردش و به خوردم نخوردمش انداخت. او شاگرد مکتب سقراط است و یقین دارم مثل سقراط مرد مردانه به استقبال اجل خواهد رفت.